# 华南桦
华南桦（学名：Betula austro-sinensis）为桦木科桦木属的植物，是中国的特有植物。分布于中国大陆的广东、湖南、广西、四川、贵州、云南等地，生长于海拔1,000米至1,800米的地区，见于山顶和山坡杂木林中，目前尚未由人工引种栽培。
其种加词“austro-sinensis”意为“华南的”。
现接受名为香桦指名亚种（Betula kweichowensis subsp. kweichowensis）。